# جيمي كلارك (لاعب كرة قدم مواليد 1982)
جيمي كلارك (بالإنجليزية: Jamie Clarke)‏ هو لاعب كرة قدم بريطاني في مركز الدفاع، ولد في 18 سبتمبر 1982 في سندرلاند في المملكة المتحدة. لعب مع غريمسبي تاون ونادي بوسطن يونايتد ونادي روتشديل ونادي مانسفيلد تاون ونادي يورك سيتي.

## وصلات خارجية
- جيمي كلارك على موقع قاعدة بيانات كرة القدم.إي يو (الإنجليزية)
- جيمي كلارك على موقع Soccerbase.com (لاعب) (الإنجليزية)
- جيمي كلارك على موقع Soccerway.com (الإنجليزية)